# Nuria Olivé
Nuria Olivé Vancells (nacida el 20 de agosto de 1968 en Barcelona, Cataluña) es una exjugadora de hockey sobre hierba española. Fue campeona olímpica en los juegos olímpicos de Barcelona 1992.